# 涅斯庫奇涅 (蘇梅區)
51°15′8″N 34°25′40″E / 51.25222°N 34.42778°E
涅斯庫奇涅是位於烏克蘭東北部的村莊，由蘇梅州蘇梅區的比洛皮利亞市鎮負責管轄。該村距離貝茲薩利夫卡、伊斯克里斯基夫希納和羅希茲內1.5公里，海拔高度182米，2001年人口16。